# Jodocus Badius

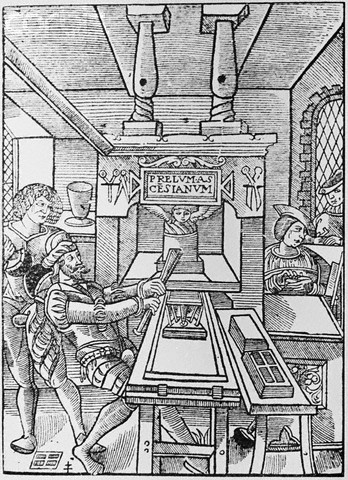
Embleem van de drukkerij van Jodocus Badius

Jodocus Badius (ook: Jodocus Badius Ascensius) (Asse, 1462 - Parijs, december 1535) was een Zuid-Nederlands drukker, uitgever, hoogleraar en humanist die in Parijs actief was. Hij wordt beschouwd als een van de pioniers van de Franse boekdrukkunst.

## Levensloop

### Opleiding
Afkomstig uit het Brabantse Asse, studeerde Badius Latijn aan de Broedersschool in Gent waar hij voor de eerste keer in contact kwam met de typografie die door de broeders in de Nederlanden werd verspreid. Hij voltooide zijn middelbaar onderwijs in Brussel waar hij voornamelijk wetenschappelijk onderricht kreeg.
Op jonge leeftijd trok Badius naar Ferrara in Italië waar hij in de leer ging bij de humanist Battista Guarino die hem vooral het Grieks bijbracht.

### Badius in Lyon
Na een tijdje trok Badius naar het Franse Lyon waar hij Latijn en Grieks ging onderwijzen. Vanaf 1492 ging hij in zijn vrije tijd de drukproeven van de drukkerij van Jean Trechsel, de eerste typograaf die zich in Lyon had gevestigd, verbeteren. Twee jaar later begon Badius zelf eveneens te schrijven en raakte hij betrokken bij het drukken. Hij huwde met de stiefdochter van Trechsel en zette na diens dood de drukkerij verder.

### Badius in Parijs

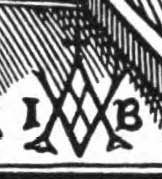
Monogram IVAB (voor Iodocus Van Assche Badius) op een houtsnede van 1508.

Robert Gaguin, een vooraanstaande figuur binnen het Parijse humanisme, bewonderde de drukwerken van Badius en vroeg hem in 1498 om zich in Parijs te vestigen om daar zijn Histoire de France te drukken. Het jaar daarop vestigde Badius zich definitief in Parijs, waar hij werd benoemd tot hoogleraar in de letteren aan de Sorbonne en een drukkerij genaamd Prelum Ascensianum begon.
Tussen 1501 en 1530 drukte Badius ongeveer 775 werken, voornamelijk in het Latijn. Hij specialiseerde zich in de publicatie van klassieke werken van Marcus Tullius Cicero, Horatius, Publius Terentius Afer, Gaius Sallustius Crispus, Persius, Juvencus, Valerius Maximus en vele anderen, vaak voorzien van zijn eigen commentaar. Badius gaf echter ook werken uit van toenmalige humanistische schrijvers, zoals het vroege werk van Desiderius Erasmus en werken van onder andere Francesco Petrarca en Guillaume Budé. In 1523 publiceerde hij het verzamelde werk van Thomas a Kempis, waarvoor hij tevens diens levensbeschrijving schreef.
Op deze manier had Badius een grote invloed op de ontwikkeling van de Franse boekdrukkunst en de uitgeverij. In 1507 werd Badius de vaste drukker voor de werken die door de Sorbonne werden uitgegeven. In 1521 kreeg hij de opdracht van de universiteit om de veroordeling van Luther te drukken en te publiceren, waar hij enige moeite mee had, maar toch trouw zijn taak vervulde. Badius werkte nauw samen met Jean Petit, de belangrijkste boekhandelaar in Parijs van die periode, waardoor zijn drukkerij veel opdrachten kreeg.
Badius schreef ook enkele werken die hij zelf drukte en uitgaf. Het bekendste werk is Navicula stultarum mulierum uit 1500, dat het jaar daarop in het Frans werd vertaald.
Het huis van Badius in Parijs diende als een ontmoetingsplaats voor de Parijse letterkundigen van die tijd. Hij werd veelvuldig geraadpleegd door hen en had enige invloed op hun werken.

## Nageslacht
Badius had vijf kinderen: twee zonen en drie dochters. Ze werden sterk beïnvloed door hem omdat ze opgroeiden in het letterkundige centrum dat het huis van Badius was geworden.
De oudste zoon overleed op jonge leeftijd in 1526. De tweede zoon, Conrad (1510-1568), zette het werk van zijn vader voort na diens dood. 
De drie dochters van Badius trouwden allemaal met bekende drukkers:
- Catherine met Michel de Vascosan (1500-1576);
- Jeanne met Jean de Roigny;
- Pétronille met Robert Estienne (1503-1559).